# یلنا پروخوروا
1. | یلنا پروخوروا | یلنا پروخوروا                 |
| ------------- | ----------------------------- |
| زادهٔ          | ۱۶ آوریل ۱۹۷۸ کمروف           |
| ملیت          | اتحاد جماهیر شوروی سوسیالیستی |

یلنا پروخوروا (روسی: Елена Владимировна Прохорова؛ زادهٔ ۱۶ آوریل ۱۹۷۸) ورزشکار دو و میدانی اهل اتحاد جماهیر شوروی سوسیالیستی است.
وی همچنین برندهٔ جوایزی همچون نشان دوستی شده‌است.